# Lewinsky-skandalen
Lewinsky-skandalen var en politisk skandale i USA, der udsprang af et intimt forhold i årene 1995-1997 mellem landets
præsident Bill Clinton og en 22-årig praktikant i Det Hvide Hus, Monica Lewinsky. Afsløringen af præsidentens utroskab førte til en rigsretssag mod Bill Clinton, der i februar 1999 blev frikendt for anklagerne.
Monica Lewinsky blev praktikant i Det Hvide Hus i 1995, men skandalen kom først efter hendes praktikperiode og hun ikke længere havde kontakt med præsidenten. Hun fik arbejde i Forsvarsministeriet og betroede sig der til en kollega, Linda Tripp, der i hemmelighed optog hendes fortælling på bånd. I januar 1998 opdagede Tripp, at Lewinsky havde underskrevet en erklæring i forbindelse med sagen om Paula Jones. I den benægtede hun at have haft et seksuelt forhold til præsidenten. Tripp gik videre til specialefterforsker Kenneth Starr med optagelserne af Lewinsky, og sagen kom til offentlighedens kendskab. Sagen udviklede sig til en af de største medieskandaler i 1990'erne.
Lewinsky påstod at have haft ni møder af seksuel karakter med Clinton fra november 1995 til marts 1997. Clinton bedyrede først sin uskyld med de bevingede ord "I did not have sexual relations with that woman, miss Lewinsky. These alligations are false" ("Jeg havde ikke seksuelle forhold til denne frk. Lewinsky. Disse beskyldninger er usande"), men måtte senere indrømme, at beskyldningerne var sande.
38°54′N 77°02′V / 38.9°N 77.04°V